# Båndkniv
Båndkniven er en stor snittekniv med håndtag i begge ender, og den betjenes almindeligvis siddende ved en snittebænk. De kan have forskellige udformninger, lige eller med forskellige krumning, alt efter hvad de skal bruges til.
Båndkniven brugtes tidligere i de fleste træbearbejdende håndværk og var også at finde i huggehuset på landejendomme. Den er nu blevet ret sjælden blandt håndværkere, men den har en vis udbredelse i skolernes sløjdsale.
Båndkniven bruges på samme måde som en bugthøvl, idet man holder den med begge hænder og trækker den ind mod sig selv, men hvor der på bugthøvlen indstilles en spåntykkelse, kommer det i højere grad an på håndelag ved båndkniven.
Andre navne: afbarkerjern, barkkniv, bondehøvl, bænkkniv, bødkerkniv, båndjern, hjulmandskniv, spånhøvl, spånkniv og flere andre ...  (Bemærk dog også spånhøvl om en rubank til at lave spåner til bl.a. spånkurve).